# Albin Dannacher
Albin Dannacher (ur. w 1913 w Therwil, zm. w 1993 w Ettingen) – szwajcarski zapaśnik walczący w stylu klasycznym. Olimpijczyk z Londynu 1948, gdzie zajął jedenaste miejsce w kategorii do 87 kg.

## Letnie Igrzyska Olimpijskie 1948
| Konkurencja          | Rundy eliminacyjne     | Rundy eliminacyjne    | Klas. końcowa |
| Konkurencja          | Przeciwnik I           | Przeciwnik II         | Miejsce       |
| -------------------- | ---------------------- | --------------------- | ------------- |
| 87 kg styl klasyczny | Peter Enzinger (AUT) P | Ibrahim Urabi (EGY) P | 11.           |